# Okres Mödling
Okres Mödling je okres v rakouské spolkové zemi Dolní Rakousy, v oblasti Industrieviertel (Průmyslová čtvrť). Má rozlohu 277,02 km² a žije tam 117 852 obyvatel (1. 1. 2016). Sídlem okresu je město Mödling. Sousedí s dolnorakouskými okresy Baden, Bruck an der Leitha, St. Pölten a s Vídní.

## Geografická poloha
Okres je bezprostředně přilehlý k jižní hranice Vídně. Okres je na rozhraní teplotní čáry, kde jeho východní část leží ve Vídeňské pánvi a západní část náleží k Vídeňskému lesu.

## Historie
Okres Mödling vznikl teprve od 1896, předtím obec náležela k okresu Baden. V roce 1938 byl obvod Mödlingu přičleněn jako 24. okres Velké Vídně a některé obce k 25. okresu. Teprve v roce 1954 byl znovu zřízen samostatný okres v rámci Dolního Rakouska.

## Příroda
Krajina v okolí Vídeňského lesa a přírodního parku Föhrenberge je využívána pro vinařství. Zvláštním klenotem je chráněná přírodní oblast Eichkogel, návrší se stepí s mnoha vzácnými živočichy a rostlinami.

## Hospodářství
Okres Mödling má pro Rakousko jen malý hospodářský přínos. Má ale vysoký příjem z daní. Zatím co většina závodů leží na východě země, jsou zdejší obce v lesích převážně využívány jako přechodné bydliště vídeňského obyvatelstva. Nejznámější společností je Shopping City Süd (SCS), jedno z největších nákupních center v Evropě.

## Doprava
Hlavní silniční tepnou je Jižní dálnice A2 a také Vídeňská vnější dálnice A21, jakož i S1 a B17 Triesterstraße.
Rakouská Jižní dráha Rakouských spolkových drah (ÖBB) je hlavní spojnicí severu s jihem. Kromě toho ještě Pottendorfská linka, Aspangbahn jako vídeňská lokální Badenská dráha.

## Správní členění
Okres Mödling se člení na 20 obcí pod městem a 12 městysů. V závorkách jsou uvedeny počty obyvatel k 1. dubnu 2009.
| - Mödling (20 542) - Biedermannsdorf (2842) - Breitenfurt bei Wien (5853) - Brunn am Gebirge (10 919) - Gumpoldskirchen (3481) - Guntramsdorf (8835) - Hinterbrühl (4057) - Kaltenleutgeben (3302) - Laxenburg (2702) - Maria Enzersdorf (8769) - Perchtoldsdorf (14 517) - Vösendorf (6045) - Wiener Neudorf (8773) | - Achau (1187) - Gaaden (1604) - Gießhübl (2079) - Hennersdorf (1459) - Laab im Walde (1175) - Münchendorf (2431) - Wienerwald (2450) |

|  |